# Twee Violen en een Bas
Twee Violen en een Bas est un groupe musical néerlandais, originaire de Nimègue. Le trio, qui joue de la musique néerlandaise datant d'environ 1700, existe depuis 1978, d'abord sous le nom de Knerp, puis sous celui de Twee Violen en een Bas,.

## Histoire
Le trio interprète souvent la musique et les chansons dans le cadre de représentations théâtrales sur des thèmes de l'histoire des Pays-Bas. Par exemple, le groupe joue les spectacles De Streken van Rembrandt et Het Huys te Sinnelust (une comédie de mœurs de la plus ancienne auberge musicale d'Amsterdam).

## Discographie
- 1982 : Twee Violen en een Bas (Hakketoon ; sous le nom de Knerp)
- 1983 : Strijktrio Knerp (Discus ; sous le nom de Knerp)
- 1991 : Amsterdam 1700 (Syncoop)
- 1996 : Twee eeuwen Hollandse Dansmuziek (Syncoop)
- 2005 : De Streken van Rembrandt (Syncoop)
- 2008 : Het Huys te Sinnelust (Syncoop)
- 2010 : De Graaf van Buuren (PAN records)